# 21 فبراير
- السبت
- الأحد
- الاثنين
- الثلاثاء
- الأربعاء
- الخميس
- الجمعة

- 12 شعبان 1446  هـ
- 23 شعبان 1446  هـ
- 34 شعبان 1446  هـ
- 45 شعبان 1446  هـ
- 56 شعبان 1446  هـ
- 67 شعبان 1446  هـ
- 78 شعبان 1446  هـ
- 89 شعبان 1446  هـ
- 910 شعبان 1446  هـ
- 1011 شعبان 1446  هـ
- 1112 شعبان 1446  هـ
- 1213 شعبان 1446  هـ
- 1314 شعبان 1446  هـ
- 1415 شعبان 1446  هـ
- 1516 شعبان 1446  هـ
- 1617 شعبان 1446  هـ
- 1718 شعبان 1446  هـ
- 1819 شعبان 1446  هـ
- 1920 شعبان 1446  هـ
- 2021 شعبان 1446  هـ
- 2122 شعبان 1446  هـ
- 2223 شعبان 1446  هـ
- 2324 شعبان 1446  هـ
- 2425 شعبان 1446  هـ
- 2526 شعبان 1446  هـ
- 2627 شعبان 1446  هـ
- 2728 شعبان 1446  هـ
- 2829 شعبان 1446  هـ

21 فبراير أو 21 شُباط أو يوم 21 \ 2 (اليوم الحادي والعشرون من الشهر الثاني) هو اليوم الثاني والخمسون (52) من السنة وفقًا للتقويم الميلادي الغربي (الغريغوري). يبقى بعده 313 يومًا لانتهاء السنة، أو 314 يومًا في السنوات الكبيسة.

## أحداث
- 1848 - كارل ماركس وفريدريك إنجلز ينشران الإعلان الشيوعي.
- 1921 - انقلاب عسكري في إيران بقيادة رضا بهلوي.
- 1922 - المملكة المتحدة تنهي حمايتها التي فرضتها على مصر عام 1914.
- 1946 - اللجنة العامة للعمال والطلبة المصريين تدعو إلى إضراب عام ضد سلطات الاحتلال البريطاني ردًا على حادثة كوبري عباس التي وقعت يوم 9 فبراير.
- 1952 - طلاب بنغال يموتون في مظاهرات ضد إعتماد الأردية كلغة رسمية وليس البنغالية، ويسمي أهل بنغلاديش هذا اليوم بعيد شهداء اللغة.
- 1965 -
  - اغتيال مالكوم إكس أو الحاج مالك شباز رئيس اتحاد الأفارقة الأمريكان والمتحدث الرسمي لحركة أمة الإسلام أثناء وجوده في قاعة المؤتمرات في مدينة نيويورك.
  - فيدل كاسترو يؤمم جميع الأعمال في كوبا.
- 1972 - الرئيس الأمريكي ريتشارد نيكسون يزور جمهورية الصين الشعبية.
- 1973 - مقاتلات إسرائيلية تسقط طائرة الخطوط الجوية العربية الليبية الرحلة رقم 114 فوق سيناء، وأدى الحادث إلى مقتل 108 من الركاب.
- 1991 - الجيش العراقي يفجر عدد من آبار النفط في الكويت إبان حرب الخليج الثانية.
- 2012 - اليمنيون يتوجهون لصناديق الاقتراع لانتخاب عبد ربه منصور هادي رئيسًا خلفًا لعلي عبد الله صالح وذلك وفقًا للمبادرة الخليجية لحل الأزمة في اليمن.
- 2014 - البرلمان الأوكراني يوافق بالتصويت على إطلاق سراح رئيسة الوزراء السابقة والمعارضة يوليا تيموشينكو وكذلك يعزل الرئيس فيكتور يانوكوفيتش ويقر انتخابات مبكرة في 25 مايو من السنة المذكورة.
- 2015 -
  - الجيشُ التُركيّ ينقل ضريح سليمان شاه جد السُلالة العُثمانيَّة من شمال حلب إلى منطقة أشمة السوريَّة على مسافة 200 متر من الحُدود التُركيَّة، بعد أن كان تنظيم داعش قد هدد بنسفه.
  - الرئيس اليمني عبد ربه منصور هادي يتمكن من الفرار إلى عدن بعد الإقامة الجبرية التي فرضها عليه الحوثيون في صنعاء.
- 2016 - إعصار وينستون أقوى إعصار استوائي تم تسجيله يضرب جزيرة فيجي ويقتل على الأقل 20 شخصًا على الأقل.
- 2021 - نوفاك دجوكوفيتش ونعومي أوساكا يفوزان في بطولة أستراليا المفتوحة لكرة المضرب لعام 2021.

## مواليد
- 1484 - يواكيم الأول، أمير ناخب لمرغريفية براندنبورغ.
- 1703 - شاه ولي الله الدهلوي، مصلح وداعية إسلامي هندي.
- 1721 - جون مكينلي، سياسي أمريكي.
- 1728 - القيصر بيتر الثالث، إمبراطور روسيا الحادى عشر في الإمبراطورية الروسية.
- 1794 - أنطونيو لوبيز دي سانتا أنا، رئيس المكسيك.
- 1895 - هنريك دام، عالم فيزيولوجيا وكيمياء حيوية دنماركي حاصل على جائزة نوبل في الطب عام 1943.
- 1904 - أليكسي كوسيغين، سياسي ورجل دولة سوفيتي.
- 1907 - ويستن هيو أودن، شاعر إنجليزي.
- 1914 - مصطفى أمين، صحافي وكاتب مصري.
- 1921 - جون رولس، فيلسوف أمريكي.
- 1924 - روبرت موجابي، رئيس زيمبابوي.
- 1930 - رمضان عبد التواب، عالم لغويات مصري.
- 1933 - نينا سيمون، مغنية أمريكية.
- 1937 - هارالد الخامس، ملك نرويجي.
- 1946 - آلان ريكمان، ممثل إنجليزي.
- 1950 - المنتصر بالله، ممثل مصري.
- 1958 - جاك كولمان، ممثل أمريكي.
- 1959 - خوسيه ماريا كانو، موسيقي إسباني.
- 1962 - تشاك بولانيك، كاتب أمريكي.
- 1963 - ويليام بالدوين، ممثل أمريكي.
- 1964 - عابد فهد، ممثل سوري.
- 1974 - إيفان كامبو، لاعب كرة قدم إسباني.
- 1977 -
  - سيرين عبد النور، مغنية لبنانية.
  - إحسان شواهنة، مجاهد فلسطيني.
  - كيفين روز، رجل أعمال ومذيع أمريكي.
- 1978 - تمارة محمود، ممثلة عراقية.
- 1979 -
  - جينيفر لوف هيويت، ممثلة أمريكية.
  - باسكال تشيمبوندا، لاعب كرة قدم فرنسي.
- 1980 -
  - إيناس طالب، ممثلة عراقية.
  - جيغمه خيسار نمجيل وانغشاك، ملك بوتان.
- 1984 - ديفيد أودونكور، لاعب كرة قدم ألماني.
- 1985 - جيورجيوس ساماراس، لاعب كرة قدم يوناني.
- 1987 - إلين بيج، ممثلة كندية.
- 1989 -
  - كوربن بلو، ممثل ومغني أمريكي.
  - جوش والكر، لاعب كرة قدم إنجليزي.
- 1992 -
  - فيل جونز، لاعب كرة قدم إنجليزي.
  - رياض محرز، لاعب كرة قدم جزائري.

## وفيات
- 1437 - الملك جيمس الأول، ملك اسكتلندا.
- 1513 - البابا يوليوس الثاني، بابا الكنيسة الرومانية الكاثوليكية.
- 1677 - باروخ سبينوزا، فيلسوف هولندي.
- 1794 - أنطونيو لوبيز دي سانتا أنا، رئيس المكسيك الثامن.
- 1916 - محمد علي النخجواني، فقيه مسلم أذربيجاني - عراقي.
- 1926 - هايك كامرلينغ أونس، عالم فيزياء هولندي حاصل على جائزة نوبل في الفيزياء عام 1913.
- 1941 -
  - فردريك بانتنغ، طبيب كندي حاصل على جائزة نوبل في الطب عام 1923.
  - عمران السليم، فقيه سعودي.
- 1963 - بشر فارس، كاتب مسرحي ومؤرخ وشاعر لبناني مصري.
- 1965 - مالكوم إكس، المتحدث الرسمي لحركة أمة الإسلام.
- 1968 - هوارد فلوري، طبيب أسترالي حاصل على جائزة نوبل في الطب عام 1945.
- 1973 - سلوى حجازي، مذيعة مصرية.
- 1980 - نجيب صالحة، رجل أعمال وسياسي لبناني.
- 1984 - ميخائيل شولوخوف، أديب روسي حاصل على جائزة نوبل في الأدب عام 1965.
- 1985 - محمود شكوكو، ممثل ومونولوجيست مصري.
- 1995 - محمد رضا، ممثل مصري.
- 1999 - جرترود إليون عالمة كيمياء حيوية وأدوية أمريكية، حصلت على جائزة نوبل في الطب سنة 1988.
- 2003 - نيللي مظلوم، ممثلة مصرية.
- 2004 - وليد الأعظمي، شاعر وخطاط ومؤرخ عراقي.
- 2012 - طارق عبد الحكيم، موسيقي سعودي.
- 2018 - سهام فتحي، ممثلة مصرية.

## أعياد ومناسبات
- اليوم العالمي للغة الأم.
- يوم الطالب العالمي.
- اليوم الوطني لخط المسند في اليمن.[1]

## وصلات خارجية
- وكالة الأنباء القطريَّة: حدث في مثل هذا اليوم.
- النيويورك تايمز: حدث في مثل هذا اليوم.
- BBC: حدث في مثل هذا اليوم.